# Lom Katzenholz

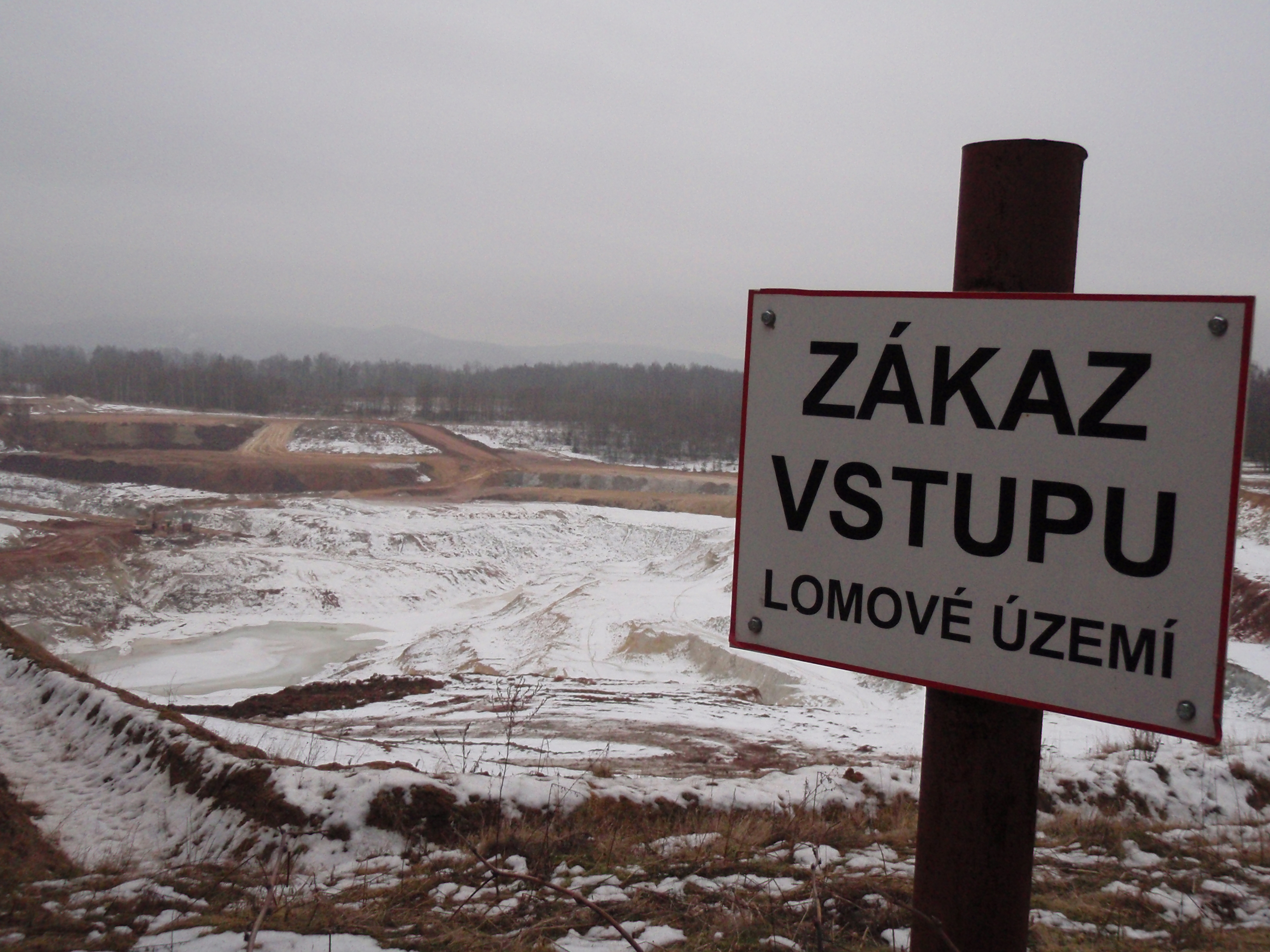
Pohled na lom ze severní strany

Lom Katzenholz je povrchový lom nacházející se v sedlecko-otovické pánvičce v okrese Karlovy Vary.  Jihovýchodně leží obec Otovice. V lokalitě těží firma Sedlecký kaolin převážně papírenské kaoliny. Otvírka lomu byla provedena ve 40. letech 20. století. 

## Současnost
Hospodářská půda je ukládána na deponiích pro rekultivace. V severní části jsou káceny lesní porosty v rámci postupu těžby. Skrývka z těžby je ukládána na výsypku v jižní části lomu, dnes už se zakládá téměř výhradně na vnitřní část. Těžba ložiska směřuje severozápadním směrem k Čankovu. Kaolin zde vytěžený je transportován do plavírny v Sadově.